# Френсдорф
Френсдорф (њем. Frensdorf) општина је у њемачкој савезној држави Баварска. Једно је од 36 општинских средишта округа Бамберг. Према процјени из 2010. у општини је живјело 4.867 становника. Посједује регионалну шифру (AGS) 9471131.

## Географски и демографски подаци
Френсдорф се налази у савезној држави Баварска у округу Бамберг. Општина се налази на надморској висини од 255 метара. Површина општине износи 44,0 km². У самом мјесту је, према процјени из 2010. године, живјело 4.867 становника. Просјечна густина становништва износи 111 становника/km².